# Schwarzatal (Verwaltungsgemeinschaft)
Shwarzatal é uma Verwaltungsgemeinschaft ("associação municipal") no distrito Saalfeld-Rudolstadt, na Turíngia, Alemanha. A sede da Verwaltungsgemeinschaft é em Schwarzatal. Foi criado em 1 de janeiro de 2019.
O Verwaltungsgemeinschaft Schwarzatal é constituído pelos seguintes municípios:
1. Cursdorf
2. Deesbach
3. Döschnitz
4. Katzhütte
5. Meura
6. Rohrbach
7. Schwarzatal
8. Schwarzburg
9. Sitzendorf
10. Unterweißbach